# El Arenal (Acapetahua)
El Arenal es una localidad del estado mexicano de Chiapas. Es parte del municipio de Acapetahua.

## Demografía
| Gráfica de evolución demográfica |
|                                  |

| Censo | Población |
| ----- | --------- |
| 1940  | 87        |
| 1950  | 135       |
| 1960  | 247       |
| 1970  | 437       |
| 1980  | 1 094     |
| 1990  | 1 268     |
| 2000  | 1 227     |
| 2010  | 1 157     |
| 2020  | 1 236     |